# Herb powiatu gnieźnieńskiego
Herb powiatu gnieźnieńskiego – jeden z symboli powiatu gnieźnieńskiego, autorstwa Alfreda Znamierowskiego, ustanowiony 27 stycznia 2000.

## Wygląd i symbolika
Herb przedstawia na tarczy w polu czerwonym orła srebrnego ze złotymi szponami, dziobem i przepaską przez skrzydła i złotą koroną na głowie (symbol województwa wielkopolskiego). Na piersi orła tarcza sercowa błękitna, w której skrzyżowane złote wiosło (symbol św. Wojciecha) i włócznia św. Maurycego.